# Maison de l'historien Lacour
La maison de l'historien Lacour ou maison Lacour est une habitation situé au no 4 rue de l'Historien-Lacour à Basse-Terre dans le département de la Guadeloupe en France. Construite dans la deuxième moitié du XIXe siècle, elle constitue l'un des exemples de maison coloniale modeste de la ville. Elle a été inscrite aux monuments historiques en 2016.

## Historique
La maison d'Auguste Lacour (1805-1869), historien de la Guadeloupe, est construite par ce dernier en 1867 sur le terrain qu'il venait d'acquérir dans le quartier Saint-François de Basse-Terre, alors préfecture de l'île.
Au début du XXIe siècle, la maison devient la propriété de la municipalité qui en fait un « espace d'interprétation de Ville d'art et d'histoire ». Le 27 avril 2016, la maison de l'historien Lacour (ainsi que le bassin-réservoir, le portail et les jardins qui l'entourent) est inscrite au titre des monuments historiques.

## Architecture
La maison Lacour est une petite batisse coloniale modeste, très proche de la case créole, construite de plain-pied en bois sur les fondations en pierre de l'ancienne demeure présente sur le terrain situé en ville. Elle ne possède qu'un seul étage.